# Cité Scientifique - Professeur Gabillard
Het metrostation Cité Scientifique - Professeur Gabillard is een station van metrolijn 1 van de metro van Rijsel, gelegen in de wijk Cité Scientifique in de Noord-Franse gemeente Villeneuve-d'Ascq. Afgezien van een andere kleur is het station vrijwel gelijk aan dat van Quatre Cantons - Grand Stade.
In 2010 had de familie van Robert Gabillard, de uitvinder van de Véhicule Automatique Léger, al aangegeven dat zij dit metrostation graag wilden hernoemen ter ere van hem. Naar aanleiding van zijn dood in maart 2012 besloot de burgemeester van Villeneuve-d'Ascq, Gérard Caudron, en de burgemeester van Rijsel, Martine Aubry om de naam van het station te wijzigen in "Cité Scientifique - Professeur Gabillard".

## Omgeving
Het station Cité Scientifique - Professeur Gabillard bevindt zich op het universitaire terrein van de Université de Lille I en daarom zijn veel gebouwen in de omgeving bestemd voor studenten, zoals de bibliotheek van de universiteit, laboratoria en onderzoeksinstituten.